# Elsau
Elsau este un oraș în Elveția.